# Jean-Baptiste Sazerac de Forge
Jean-Baptiste-Léonide Sazerac de Forge, né le 10 août 1795 à Angoulême (Charente) et mort le 21 décembre 1849, est un homme politique français du XIXe siècle.

## Biographie
Fils de Laurent Sazerac de Forge, négociant, président du Tribunal de commerce et maire d'Angoulême en 1830, et de Clarisse Georgeon, il est négociant en eaux-de-vie dans sa ville natale.
Président du tribunal de commerce, il est candidat aux législatives et élu député de la Charente en 1849, siégeant à droite, et meurt durant la première année de son mandat. Il est remplacé par Edgar Ney en 1850.
Avec sa femme Léontine de La Fargue-Tauzia, il a un fils Laurent-Paul, maire d'Angoulême de 1864 à 1870.

## Source
- « Jean-Baptiste Sazerac de Forge », dans Adolphe Robert et Gaston Cougny, Dictionnaire des parlementaires français, Edgar Bourloton, 1889-1891 [détail de l’édition]